# Boisville-la-Saint-Père
 Boisville-la-Saint-Père  es una población y comuna francesa, en la región de  Centro, departamento de Eure y Loir, en el distrito de Chartres y cantón de Voves.

## Demografía
| 592 | 558 | 552 | 638 | 652 | 702 |
| Para los censos de 1962 a 1999 la población legal corresponde a la población sin duplicidades (Fuente: INSEE [Consultar]) |     |     |     |     |     |